# Grand Prix automobile de Grande-Bretagne 2025
GP précédent GP suivant
Le Grand Prix automobile de Grande-Bretagne 2025 (Formula 1 Qatar Airways British Grand Prix 2025), disputé le 6 juillet 2025 sur le circuit de Silverstone, est la 1137e épreuve du championnat du monde de Formule 1 courue depuis 1950, à l'endroit où se disputa aussi la première d'entre-elles le 13 mai 1950. Il s'agit de la soixante-seizième édition du Grand Prix de Grande-Bretagne comptant pour le championnat du monde de Formule 1, la cinquante-neuvième disputée sur le circuit de Silverstone et de la douzième manche du championnat 2025.
Seulement auteur du sixième temps lors des premières tentatives en Q3 dominées par Oscar Piastri devant Lewis Hamilton, Max Verstappen réalise un tour d'anthologie sous le drapeau à damier pour devancer les McLaren et s'adjuger sa quatrième pole position de la saison, la quarante-quatrième de sa carrière. Sur la première ligne, il devance Piastri de 103 millièmes de seconde alors que Norris part en deuxième ligne, devant George Russell. La troisième ligne est colorée de rouge, Hamilton qui n'a pas amélioré lors de sa deuxième sortie, placé aux côtés de Charles Leclerc. La suite de la grille tient compte de différentes pénalités, si bien que Fernando Alonso part septième devant Pierre Gasly (initialement dixième) et que la cinquième ligne accueille Carlos Sainz et Andrea Kimi Antonelli, septième temps et pénalisé d'un recul de trois places. 
Lando Norris sort vainqueur d'une épreuve particulièrement animée, ponctuée par une grosse averse entraînant la sortie de la voiture de sécurité. Pour avoir freiné trop fort lors de la relance au vingt-et-unième tour et contraint Verstappen à le dépasser, Oscar Piastri, largement leader de la course, doit observer au stand une pénalité de dix secondes, ce qui offre la victoire à son coéquipier. Parti en tête-à-queue lors de cette relance, Verstappen perd ses chances de monter sur le podium, lequel tombe dans l'escarcelle de Nico Hülkenberg ; pour son 239e départ en Formule 1, le pilote allemand de la Kick Sauber C45, qualifié en dix-neuvième position, passe littéralement entre les gouttes, observe un timing parfait pour ses deux arrêts au stand et pour la première fois de sa carrière commencée au Grand Prix de Bahreïn 2010, termine parmi les trois premiers.    
Au départ de la course, après une première averse et alors que le ciel semble s'éclaircir, tous les pilotes effectuent le tour de formation en pneus intermédiaires ; cinq d'entre eux, en particulier Charles Leclerc et George Russell, tentent toutefois le pari de ne pas se placer sur la grille mais de passer par leur stand pour se chausser de pneus lisses medium ou durs. Dès lors, leur course est ruinée car la pluie va revenir avec intensité. Dès le huitième tour, Oscar Piastri dépasse Max Verstappen, dont les intermédiaires sont déjà hors d'usage, et s'échappe. L'averse est telle qu'au quatorzième tour, alors que Piastri s'est ménagé une avance de treize secondes, la voiture de sécurité entre piste ; elle relâche la meute pour seulement un tour (le 17e) puis reprend la piste après qu'Isack Hadjar, en manque total de visibilité, percute la Mercedes d'Antonelli avant de se fracasser dans le mur. À la relance, quand la voiture de sécurité éteint ses gyrophares mais avant de franchir la ligne à partir de laquelle il est possible de repartir à pleine puissance et accessoirement de dépasser, Piastri ralentit de 218 à 52 km/h (soit 166 km/h), ce qui surprend Verstappen, contraint de lui passer devant. Quand les pilotes accélèrent sous drapeau vert, Verstappen part en tête-à-queue et se relance en dixième position, libérant la deuxième place pour Norris. Les commissaires de la FIA infligent à Piastri une pénalité de dix secondes pour « freinage erratique » ; il l'effectue lors de son arrêt au stand au quarante-troisième tour et repart deuxième derrière son coéquipier, qui remporte son Grand Prix national. 
Au milieu de toutes ces péripéties, où il faut jouer au plus serré avec les conditions météo, ne pas commettre l'ombre d'une faute et observer le bon timing pour chausser les différents types de pneumatiques adaptés aux conditions de piste, Nico Hülkenberg et Sauber jouent une partition magistrale. Le pilote allemand, troisième après trente-quatre tours tient sa position jusqu'au bout, montant sur son premier podium quinze ans après ses débuts dans la discipline. En fin de course, il contient Lewis Hamilton qui prend la quatrième place, Verstappen terminant sa remontée au cinquième rang. Les traditionnels « passager de la pluie » tirent leur épingle du jeu, Pierre Gasly sixième et Lance Stroll septième. Solide lui aussi, Alexander Albon devance Fernando Alonso au huitième rang alors que George Russell, revenu du diable vauvert, prend le point restant.  
En tête du championnat, l'avance d'Oscar Piastri (234 points) se réduit désormais à huit points sur Lando Norris (226 points) tandis que Max Verstappen (165 points) est repoussé à soixante-neuf points. George Russell (147 points) est toujours quatrième devant Charles Leclerc (resté à 119 points), Lewis Hamilton (103 points), Andrea Kimi Antonelli (resté à 63 points), Alexander Albon (46 points) et Nico Hülkenberg (37 points). Au championnat des constructeurs, McLaren (460 points) devance Ferrari (222 points), Mercedes (210 points), et Red Bull (172 points). Plus loin, Williams (59 points), cinquième, devance désormais Kick Sauber (41 points),  Racing Bulls et Aston Martin (36 points chacun), Haas (29 points) et Alpine qui ferme la marche avec 19 points.

## Pneus disponibles
| Pneus pour piste sèche | Pneus pour piste sèche | Pneus pour piste sèche | Pneus pluie    | Pneus pluie |
| ---------------------- | ---------------------- | ---------------------- | -------------- | ----------- |
| Durs (Type C4)         | Medium (Type C3)       | Tendres (Type C2)      | Intermédiaires | Pluie       |

## Essais libres

### Première séance, le vendredi de 12 h 30 à 13 h 30
| Pos. | Pilote          | Voiture                 | Chrono         | Écart     |
| ---- | --------------- | ----------------------- | -------------- | --------- |
| 1    | Lewis Hamilton  | Ferrari                 | 1 min 26 s 892 |           |
| 2    | Lando Norris    | McLaren-Mercedes        | 1 min 26 s 915 | + 0 s 023 |
| 3    | Oscar Piastri   | McLaren-Mercedes        | 1 min 27 s 042 | + 0 s 150 |
| 4    | Charles Leclerc | Ferrari                 | 1 min 27 s 095 | + 0 s 203 |
| 5    | George Russell  | Mercedes                | 1 min 27 s 163 | + 0 s 271 |
| 6    | Isack Hadjar    | Racing Bulls-Honda RBPT | 1 min 27 s 217 | + 0 s 325 |

- Le rookie estonien Paul Aron, troisième du championnat de Formule 2 2024 et pilote de réserve pour Alpine F1 Team, pilote exceptionnellement pour Kick Sauber lors de cette séance d'essais ; au volant de la monoplace de Nico Hülkenberg, il réalise le dix-septième temps[5],[6] ;
- Le rookie britannique, Arvid Lindblad, engagé en Formule 2 en 2025 avec Campos Racing, remplace Yuki Tsunoda au volant de la Red Bull Racing lors de cette séance d'essais ; il réalise le quatorzième temps[7].

### Deuxième séance, le vendredi de 16 h à 17 h
| Pos. | Pilote                | Voiture             | Chrono         | Écart     |
| ---- | --------------------- | ------------------- | -------------- | --------- |
| 1    | Lando Norris          | McLaren-Mercedes    | 1 min 25 s 816 |           |
| 2    | Charles Leclerc       | Ferrari             | 1 min 26 s 038 | + 0 s 222 |
| 3    | Lewis Hamilton        | Ferrari             | 1 min 26 s 117 | + 0 s 301 |
| 4    | Oscar Piastri         | McLaren-Mercedes    | 1 min 26 s 286 | + 0 s 470 |
| 5    | Max Verstappen        | Red Bull-Honda RBPT | 1 min 26 s 314 | + 0 s 498 |
| 6    | Andrea Kimi Antonelli | Mercedes            | 1 min 26 s 383 | + 0 s 567 |

### Troisième séance, le samedi de 11 h 30 à 12 h 30
| Pos. | Pilote          | Voiture             | Chrono         | Écart     |
| ---- | --------------- | ------------------- | -------------- | --------- |
| 1    | Charles Leclerc | Ferrari             | 1 min 25 s 498 |           |
| 2    | Oscar Piastri   | McLaren-Mercedes    | 1 min 25 s 566 | + 0 s 068 |
| 3    | Max Verstappen  | Red Bull-Honda RBPT | 1 min 25 s 585 | + 0 s 087 |
| 4    | Lando Norris    | McLaren-Mercedes    | 1 min 25 s 606 | + 0 s 108 |
| 5    | Yuki Tsunoda    | Red Bull-Honda RBPT | 1 min 26 s 104 | + 0 s 606 |
| 6    | Oliver Bearman  | Haas-Ferrari        | 1 min 26 s 112 | + 0 s 614 |

- La séance est interrompue une première fois au drapeau rouge à dix minutes du drapeau à damier pour permettre aux commissaires de piste de récupérer une pièce provenant de la Haas d'Oliver Bearman. La séance reprend pour cinq minutes mais aucun pilote ne peut établir de temps chronométré car un second drapeau rouge est déployé après que Gabriel Bortoleto est sorti de la piste et fait un tête-à-queue dans l'herbe dans l'enchaînement de Becketts, cassant sa suspension. Juste après, Bearman effectue lui aussi un tête-à-queue à l'entrée des stands à cause de freins trop froids, tape le mur et abîme l'avant de sa monoplace[12],[13].

## Séance de qualifications

### Résultats des qualifications
| Pos. | Pilote                | Écurie                  | Qualifications 1 | Qualifications 2 | Qualifications 3 |
| --- | --------------------- | ----------------------- | ---------------- | ---------------- | ---------------- |
| 1 | Max Verstappen        | Red Bull-Honda RBPT     | 1 min 25 s 886   | 1 min 25 s 316   | 1 min 24 s 892   |
| 2 | Oscar Piastri         | McLaren-Mercedes        | 1 min 25 s 963   | 1 min 25 s 316   | 1 min 24 s 995   |
| 3 | Lando Norris          | McLaren-Mercedes        | 1 min 26 s 123   | 1 min 25 s 231   | 1 min 25 s 010   |
| 4 | George Russell        | Mercedes                | 1 min 26 s 236   | 1 min 25 s 637   | 1 min 25 s 029   |
| 5 | Lewis Hamilton        | Ferrari                 | 1 min 26 s 296   | 1 min 25 s 084   | 1 min 25 s 095   |
| 6 | Charles Leclerc       | Ferrari                 | 1 min 26 s 186   | 1 min 25 s 133   | 1 min 25 s 141   |
| 7 | Andrea Kimi Antonelli | Mercedes                | 1 min 26 s 265   | 1 min 25 s 620   | 1 min 25 s 374   |
| 8 | Oliver Bearman        | Haas-Ferrari            | 1 min 26 s 005   | 1 min 25 s 534   | 1 min 25 s 471   |
| 9 | Fernando Alonso       | Aston Martin-Mercedes   | 1 min 26 s 108   | 1 min 25 s 593   | 1 min 25 s 621   |
| 10 | Pierre Gasly          | Alpine-Renault          | 1 min 26 s 328   | 1 min 25 s 711   | 1 min 25 s 785   |
| 11 | Carlos Sainz          | Williams-Mercedes       | 1 min 26 s 175   | 1 min 25 s 746   |                  |
| 12 | Yuki Tsunoda          | Red Bull-Honda RBPT     | 1 min 26 s 275   | 1 min 25 s 826   |                  |
| 13 | Isack Hadjar          | Racing Bulls-Honda RBPT | 1 min 26 s 117   | 1 min 25 s 864   |                  |
| 14 | Alexander Albon       | Williams-Mercedes       | 1 min 26 s 093   | 1 min 25 s 889   |                  |
| 15 | Esteban Ocon          | Haas-Ferrari            | 1 min 26 s 136   | 1 min 25 s 950   |                  |
| 16 | Liam Lawson           | Racing Bulls-Honda RBPT | 1 min 26 s 440   |                  |                  |
| 17 | Gabriel Bortoleto     | Kick Sauber-Ferrari     | 1 min 26 s 446   |                  |                  |
| 18 | Lance Stroll          | Aston Martin-Mercedes   | 1 min 26 s 504   |                  |                  |
| 19 | Nico Hülkenberg       | Kick Sauber-Ferrari     | 1 min 26 s 574   |                  |                  |
| 20 | Franco Colapinto      | Alpine-Renault          | 1 min 27 s 060   |                  |                  |
| Temps minimal à réaliser pour la qualification : 1 min 31 s 898 (107 % du meilleur temps en Q1 : 1 min 25 s 886) |                       |                         |                  |                  |                  |

### Grille de départ
- Andrea Kimi Antonelli, auteur du septième temps, est pénalisé d'un recul de trois places sur la grille de départ pour avoir provoqué un accrochage avec Max Verstappen lors du précédent Grand Prix ; il s'élance dixième[15] ;
- Oliver Bearman, auteur du huitième temps, est pénalisé d'un recul de dix places sur la grille de départ après son accident lors de la troisième session d'essais lorsque, sous régime de drapeau rouge après l'accident de Gabriel Bortoleto, le pilote Haas a cherché à freiner le plus tard possible et perdu le contrôle de sa monoplace. Le rapport énonce : « La course [sic] a été stoppée au drapeau rouge à 12 h 33 min 57. La voiture no 87 a ralenti pour le drapeau rouge et, alors qu'elle approchait du virage no 15, a accéléré de manière significative, au rythme de course et est entrée dans la voie des stands à 260 km/h. Le pilote a perdu le contrôle de la voiture à l'entrée des stands et a percuté les barrières. L'article 37.6 (a) du règlement sportif de la Formule 1 et l'article 2.5.4.1 (b) de l'annexe H du Code Sportif International imposent, lors d'un drapeau rouge, à toutes les voitures de réduire immédiatement leur vitesse et de revenir lentement dans la voie des stands. Il ne fait aucun doute que Bearman n'est pas revenu lentement vers la voie des stands puisqu'il a accéléré pour reproduire l'entrée dans la voie des stands en conditions de course. En fait, nous avons regardé son précédent tour de rentrée dans des conditions normales et nous avons constaté qu'il était plus rapide dans ce tour, sous régime de drapeau rouge. Pour aggraver la situation, il a perdu le contrôle de la voiture et percuté les barrières à haute vitesse. Le pilote nous a informés qu'il a mal jugé le fait que ses pneus n'étaient pas chauds après avoir fait le tour lentement, en raison du drapeau jaune. Même si cela peut être un élément ayant contribué à l'accident, nous ne l'interprétons pas comme une circonstance atténuante. Nous avons l'avons donc pénalisé de dix places sur la grille de départ avec quatre points de pénalité, comme le prévoient les directives de pilotage. »[16],[17] ;
- Franco Colapinto, auteur du vingtième temps, prend le départ depuis la voie des stands à la suite d'une intervention, sous le régime du parc fermé, pour changer plusieurs composants du groupe motopropulseur de son Alpine A525[18] ;
- George Russell, Charles Leclerc, Isack Hadjar, Gabriel Bortoleto et Oliver Bearman prennent le départ depuis la voie des stands après avoir changé de pneus[19].

## Course

### Classement de la course
| Pos. | no | Pilote                | Écurie                  | Tours | Temps/Abandon                                        | Grille  | Points |
| ---- | -- | --------------------- | ----------------------- | ----- | ---------------------------------------------------- | ------- | ------ |
| 1    | 4  | Lando Norris          | McLaren-Mercedes        | 52    | 1 h 37 min 15 s 735 (188,890 km/h)                   | 3       | 25     |
| 2    | 81 | Oscar Piastri         | McLaren-Mercedes        | 52    | + 6 s 812 (dont 10 s de pénalité purgées en course ) | 2       | 18     |
| 3    | 27 | Nico Hülkenberg       | Kick Sauber-Ferrari     | 52    | + 34 s 742                                           | 19      | 15     |
| 4    | 44 | Lewis Hamilton        | Ferrari                 | 52    | + 39 s 812                                           | 5       | 12     |
| 5    | 1  | Max Verstappen        | Red Bull-Honda RBPT     | 52    | + 56 s 781                                           | 1       | 10     |
| 6    | 10 | Pierre Gasly          | Alpine-Renault          | 52    | + 59 s 857                                           | 8       | 8      |
| 7    | 18 | Lance Stroll          | Aston Martin-Mercedes   | 52    | + 1 min 00 s 603                                     | 17      | 6      |
| 8    | 23 | Alexander Albon       | Williams-Mercedes       | 52    | + 1 min 04 s 135                                     | 13      | 4      |
| 9    | 14 | Fernando Alonso       | Aston Martin-Mercedes   | 52    | + 1 min 05 s 858                                     | 7       | 2      |
| 10   | 63 | George Russell        | Mercedes                | 52    | + 1 min 10 s 674                                     | Pitlane | 1      |
| 11   | 87 | Oliver Bearman        | Haas-Ferrari            | 52    | + 1 min 12 s 095                                     | Pitlane |        |
| 12   | 55 | Carlos Sainz          | Williams-Mercedes       | 52    | + 1 min 16 s 592                                     | 9       |        |
| 13   | 31 | Esteban Ocon          | Haas-Ferrari            | 52    | + 1 min 17 s 301                                     | 14      |        |
| 14   | 16 | Charles Leclerc       | Ferrari                 | 52    | + 1 min 24 s 477                                     | Pitlane |        |
| 15   | 22 | Yuki Tsunoda          | Red Bull-Honda RBPT     | 51    | + 1 tour (dont 10 s de pénalité purgées en course )  | 11      |        |
| Abd. | 12 | Andrea Kimi Antonelli | Mercedes                | 23    | Dégâts consécutifs à un accident                     | 10      |        |
| Abd. | 6  | Isack Hadjar          | Racing Bulls-Honda RBPT | 17    | Accident                                             | Pitlane |        |
| Abd. | 5  | Gabriel Bortoleto     | Kick Sauber-Ferrari     | 3     | Accident                                             | Pitlane |        |
| Abd. | 30 | Liam Lawson           | Racing Bulls-Honda RBPT | 0     | Accrochage                                           | 15      |        |
| Np.  | 43 | Franco Colapinto      | Alpine-Renault          | -     | Embrayage                                            | Pitlane |        |

### Pole position et record du tour
- Pole position :  Max Verstappen (Red Bull-Honda RBPT) en 1 min 24 s 892 (249,819 km/h)[23].
- Meilleur tour en course :  Oscar Piastri (McLaren-Mercedes)  en 1 min 29 s 337 (237,389 km/h) au cinquante-et-unième tour[24].

### Tours en tête
- Max Verstappen (Red Bull-Honda RBPT) : 7 tours (1-7)[25] ;
- Oscar Piastri (McLaren-Mercedes) : 36 tours (8-43) ;
- Lando Norris (McLaren-Mercedes) : 9 tours (44-52).

## Classements généraux à l'issue de la course
| Pos. | Pilote                | Écurie                  | Points |
| ---- | --------------------- | ----------------------- | ------ |
| 1    | Oscar Piastri         | McLaren-Mercedes        | 234    |
| 2    | Lando Norris          | McLaren-Mercedes        | 226    |
| 3    | Max Verstappen        | Red Bull-Honda RBPT     | 165    |
| 4    | George Russell        | Mercedes                | 147    |
| 5    | Charles Leclerc       | Ferrari                 | 119    |
| 6    | Lewis Hamilton        | Ferrari                 | 103    |
| 7    | Andrea Kimi Antonelli | Mercedes                | 63     |
| 8    | Alexander Albon       | Williams-Mercedes       | 46     |
| 9    | Nico Hülkenberg       | Kick Sauber-Ferrari     | 37     |
| 10   | Esteban Ocon          | Haas-Ferrari            | 23     |
| 11   | Isack Hadjar          | Racing Bulls-Honda RBPT | 21     |
| 12   | Lance Stroll          | Aston Martin-Mercedes   | 20     |
| 13   | Pierre Gasly          | Alpine-Renault          | 19     |
| 14   | Fernando Alonso       | Aston Martin-Mercedes   | 16     |
| 15   | Carlos Sainz          | Williams-Mercedes       | 13     |
| 16   | Liam Lawson           | Red Bull-Honda RBPT     | 12     |
| 17   | Yuki Tsunoda          | Red Bull-Honda RBPT     | 10     |
| 18   | Oliver Bearman        | Haas-Ferrari            | 6      |
| 19   | Gabriel Bortoleto     | Kick Sauber-Ferrari     | 4      |

| Pos. | Écurie                  | Points |
| ---- | ----------------------- | ------ |
| 1    | McLaren-Mercedes        | 460    |
| 2    | Ferrari                 | 222    |
| 3    | Mercedes                | 210    |
| 4    | Red Bull                | 172    |
| 5    | Williams-Mercedes       | 59     |
| 6    | Kick Sauber-Ferrari     | 41     |
| 7    | Racing Bulls-Honda RBPT | 36     |
| 8    | Aston Martin-Mercedes   | 36     |
| 9    | Haas-Ferrari            | 29     |
| 10   | Alpine-Renault          | 19     |

## Statistiques
Le Grand Prix de Grande-Bretagne 2025 représente :
- la 44e pole position de Max Verstappen, sa quatrième de la saison[27] ;
- la 8e victoire de Lando Norris, sa quatrième de la saison[28] ;
- la 198e victoire de McLaren en tant que constructeur[29] ;
- la 232e victoire de Mercedes en tant que motoriste[30] ;
- le 54e doublé de McLaren[31] ;
- le 1er podium de Nico Hülkenberg, qui termine troisième pour son 239e départ en Grand Prix[32].

Au cours de ce Grand Prix :
- Nico Hülkenberg passe la barre des 600 points inscrits en Formule 1 (608 points)[33] ;
- Nico Hülkenberg est élu « pilote du jour » à l'issue d'un vote organisé sur le site officiel de la Formule 1[34] ;
- Vitantonio Liuzzi (80 départs en Grands Prix entre 2005 et 2011, 26 points inscrits) est nommé conseiller par la FIA pour aider dans leurs jugements le groupe des commissaires de course[35].